# Моррисон, Энди
Эндрю (Энди) Чарльз Моррисон (англ. Andrew (Andy) Charles Morrison ; 30 июля 1970 года, Инвернесс, Шотландия) — бывший шотландский футболист, ныне — тренер.

## Карьера
На юношеском уровне был отобран в систему «Саутгемптона», где он находился вместе с Аланом Ширером, Тимом Флауэрсом и Мэттью Ле Тиссье. Во взрослом футболе дебютировал в команде «Плимут Аргайл». В 1993 году перешел в «Блэкберн Роверс». В чемпионском для «бродяг» сезоне 1994/95 Моррисон ни разу не появился на поле: по его ходу он перешел в «Блэкпул». В английскую Премьер-Лигу защитник вернулся вместе с «Манчестер Сити». Болельщики считают его одним из лучших капитанов «горожан». Однако в элите он провел за команду всего три матча, большую часть времени отправляясь в аренды в коллективы низших лиг.
В 2002 году футболист планировал продолжить карьеру в «Бери», но, проведя всего один тайм за его резерв, он получил травму и покинул клуб.
После завершения карьеры стал тренером, войдя в штаб «Вустер Сити». 5 августа 2006 года встреча команды против «Киддерминстер Харриерс» была прервана по просьбе соперников, которые отказались выходить на поле после неэтичного поведения в перерыве со стороны Моррисона. Футбольная ассоциация Англии провела расследование инцидента, после чего оштрафовала тренера на 750 стерлингов и дисквалифицировала его на шесть встреч. В 2010 года было объявлено, что Энди Моррисон был назначен на должность главного тренера сборной Сейшельских островов. Однако местные чиновники ошибочно приняли за него его тезку Эндрю-Амерса Моррисона, приехавшего в страну на отдых.
С 2015 по 2021 год специалист возглавлял «Коннас-Ки Номадс», который он приводил к победе в чемпионате Уэльса. В 2022 году стал наставником сборной Шри-Ланки.

## Достижения

### Футболиста
- Серебряный призер английской Премьер-лиги (1): 1993/94.

### Тренера
- Чемпион Уэльса (1): 2019/20, 2020/21.
- Обладатель Кубка Уэльса (1): 2017/18.
- Обладатель Кубка лиги Уэльса (1): 2019/20.